# 우시카우풍키

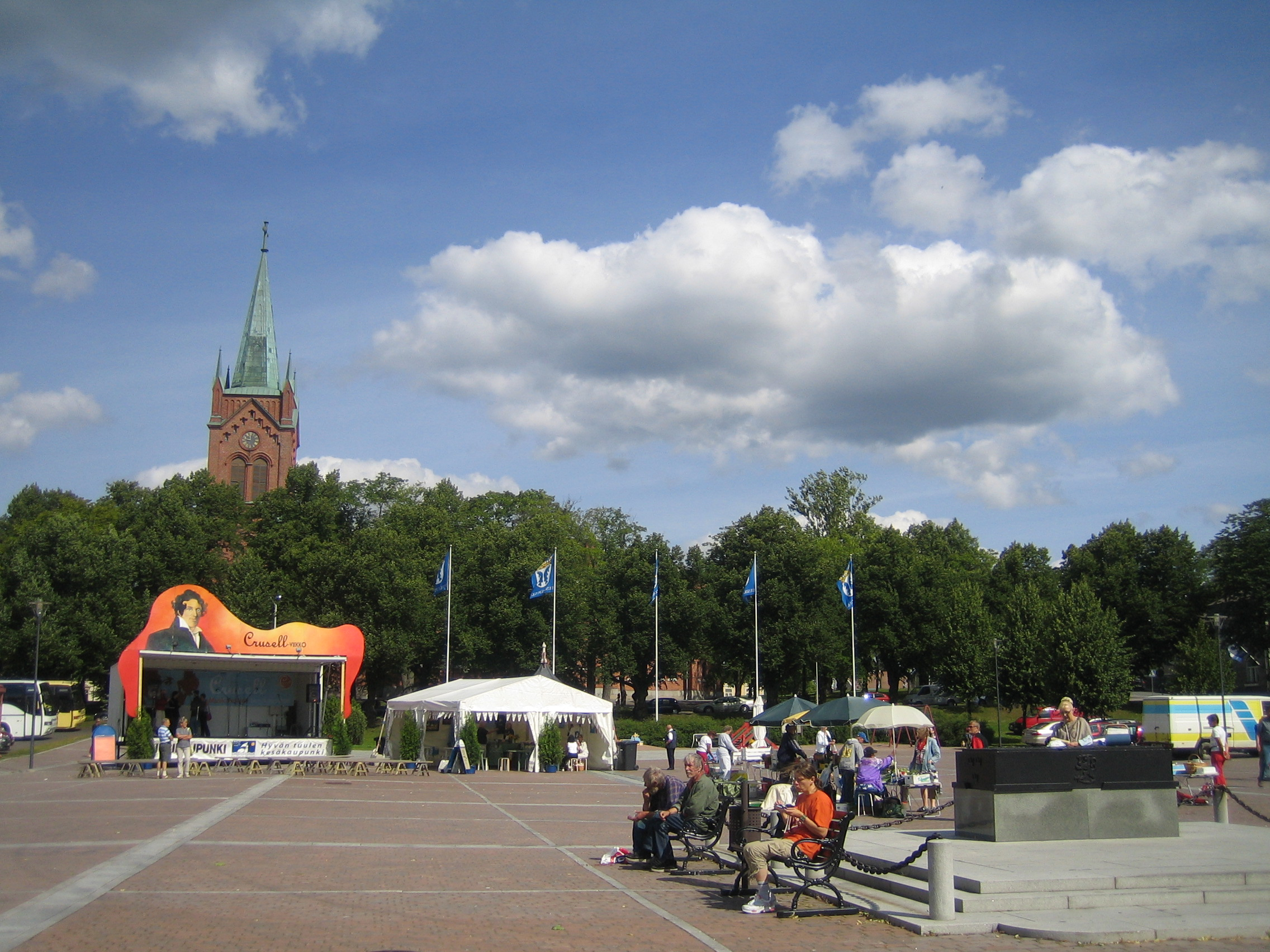
우시카우풍키 시장

우시카우풍키의 위치

우시카우풍키(핀란드어: Uusikaupunki, 스웨덴어: Nystad 뉘스타드[*])는 핀란드 남서수오미 지역에 위치한 도시로, 면적은 1,932.68km2, 인구는 15,687명(2012년 기준), 인구 밀도는 31.21명/km2이다.
이 도시에 거주하는 주민들은 핀란드어만을 사용하며 도시 이름은 핀란드어와 스웨덴어 모두 "새로운 마을"을 뜻한다. 1721년 스웨덴과 러시아 제국 사이에 벌어진 대북방 전쟁을 종식시킨 조약인 뉘스타드 조약이 체결되었다.

시 문장

## 자매 도시
- 덴마크 하데르슬레우
- 러시아 벨리키노브고로드
- 노르웨이 사네피오르
- 헝가리 센텐드레
- 스웨덴 바르베리